# Hochstadt am Main
Hochstadt am Main es un municipio situado en el distrito de Lichtenfels, en el estado federado de Baviera (Alemania), con una población a finales de 2016 de unos 1645 habitantes.
Se encuentra ubicado al norte del estado, en la región de Alta Franconia, a la orilla del río Meno —un afluente derecho del Rin— y de la frontera con el estado de Turingia.